# Górka (powiat śremski)
Górka – wieś w Polsce położona w województwie wielkopolskim, w powiecie śremskim, w gminie Brodnica.
Wieś duchowna, własność kapituły katedralnej poznańskiej, pod koniec XVI wieku leżała w powiecie kościańskim  województwa poznańskiego. W latach 1975−1998 miejscowość należała administracyjnie do województwa poznańskiego.
Wieś położona na wschód od Brodnicy, niedaleko drogi powiatowej nr 4064 z Przylepek do Manieczek.
Nazwa wsi oznacza po prostu miejsce wznoszące się nieco ponad lokalny teren. Pierwsze przekazy pisane pochodzą z 1321. W latach dwudziestych XIV wieku pierwszym właścicielem Górki był Dobrogost z Dzwonowa.